# Вільгельм I (король Вюртемберга)
Вільгельм I (нім. Wilhelm I; 27 вересня 1781, Любін, Королівство Пруссія — 25 червня 1864, палац Розенштайн, поблизу Штутгарта) — король Вюртемберга з 30 жовтня 1816 року.

## Біографія
Старший син Фрідріха Вюртемберзького (майбутнього короля Фрідріха I) і Августи Брауншвейг-Вольфенбюттельської. Народився Вільгельм в Сілезії, де його батько служив прусським офіцером.
У 1800 році Вільгельм вступив на деякий час волонтером в австрійську армію, яка перебувала під начальством ерцгерцога Іоанна, і відзначився в битві при Гогенліндені. Щоб уникнути батьківського гніту, він покинув двір і в 1803 здійснив подорож до Франції та Італії. Тільки в 1806 році, після прийняття його батьком королівської корони, Вільгельм повернувся на батьківщину, де в якості наслідного принца вів усамітнене життя до 1812 року.
Коли Наполеон I почав війну з Росією, Вільгельм мав прийняти начальство над Вюртемберзьким контингентом. Після вступу в межі Росії він небезпечно захворів і залишився у Вільно, звідки після одужання повернувся на батьківщину. Коли після битви під Лейпцигом приєднався до союзників і його батько, Вільгельм прийняв начальство над 7-м армійським корпусом, що складався з вюртемберзького контингенту і багатьох австрійських і російських полків.
У кампанії 1814 він відзначився в боях при Ла-Ротьєра, Бар-сюр-Об, Арсі-сюр-Об, Фер-Шампенуазі, але при Монтеро був розбитий військами Наполеона,що втричі переважали його чисельністю.

## Родина
1 Дружина — Катерина Павлівна Романова
Діти
- Марія Фрідеріка Вюртемберзька
- Софія Вюртемберзька (1818–1877)

2 Дружина — Кароліна Августа Баварська
Діти: не було
3 Дружина — Пауліна Тереза Вюртемберзька
Діти:
- Катерина (1821-1898) — дружина принца Вюртембергу Фрідріха;
- Карл (1823-1891) — король Вюртембергу з1864 року, одружений з Ольгою Романовою;
- Августа(1826-1898) — ружина принца Саксен-Веймар-Айзенаського Германа